# إدوارد ك. كامبل
إدوارد ك. كامبل هو قاضي وسياسي كندي، ولد في 1806، وتوفي في 18 يناير 1860.